# Kulak

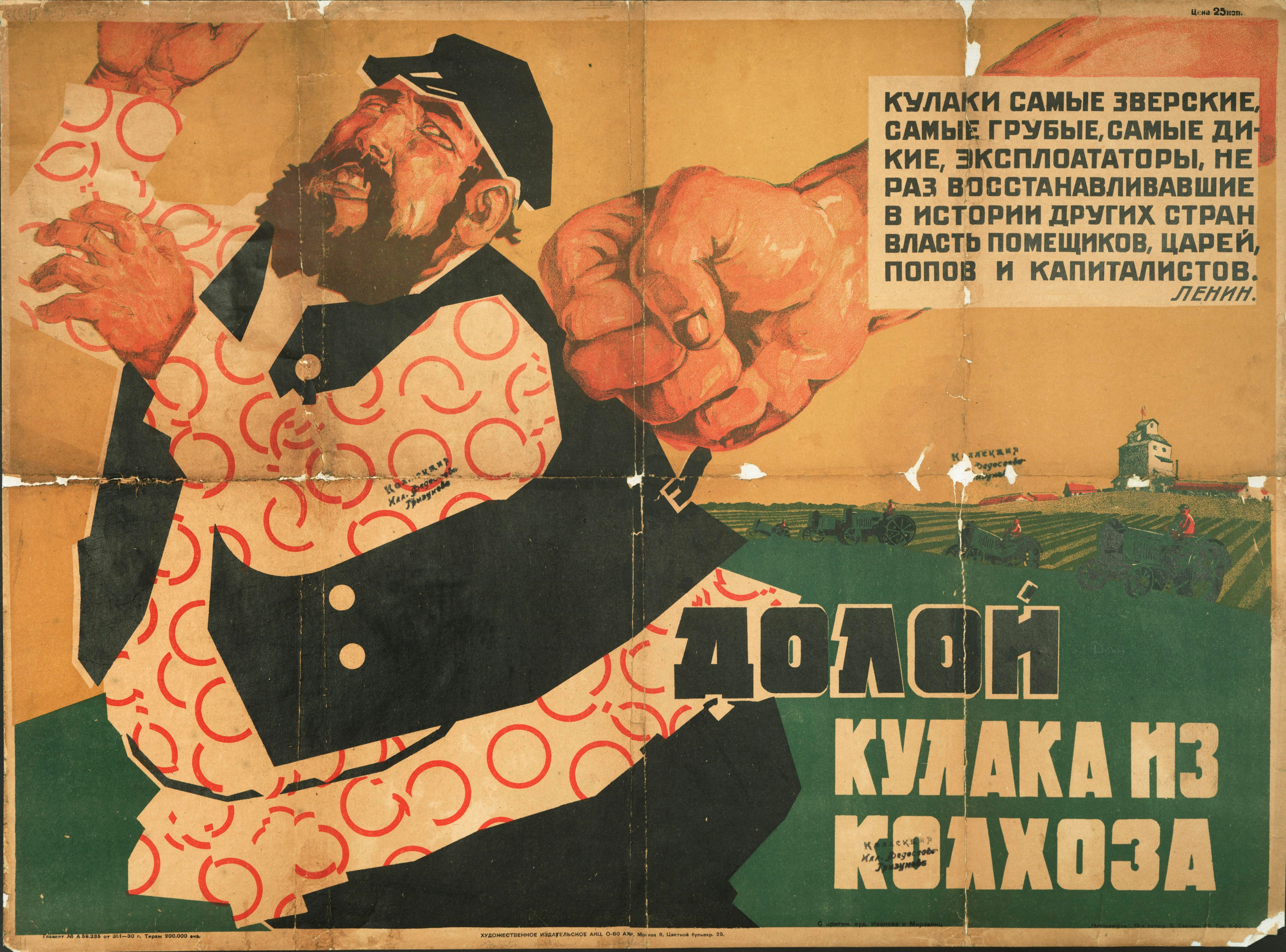
Póster de propaganda soviético de 1930 mostrando a un adinerado granjero siendo expulsado por el puño comunista

Los kulaks o kulakí (del ruso кулак: /kulak/, puño) eran los agricultores de la Rusia zarista que poseían tierras y contrataban trabajadores. Posteriormente el término se utilizó para designar a todos los propietarios agrícolas condenados por oponerse a las colectivizaciones.

## Etimología
Fue un término despectivo usado en el lenguaje político soviético, que aludía en principio a los antiguos terratenientes del Imperio ruso que tenían grandes extensiones de tierras, si bien durante los primeros años del gobierno soviético se utilizó para catalogar como enemigos del pueblo a simples propietarios rurales. Estos representaban el 18 % de la población en la época zarista.

## Historia
Tras la abolición de la servidumbre por Alejandro II a finales del siglo XIX se liberó a veintidós millones y medio de siervos, creándose el campesinado como clase social.
En 1906 Piotr Stolypin crea una nueva reforma con la intención de crear un grupo de campesinos prósperos que apoyaran el gobierno del Zar. En 1912, el 16 % de los granjeros rusos tenía al menos 32 000 m² por cada varón de la familia (un umbral usado para delimitar la clase media con los campesinos adinerados). El campesinado se dividió en tres clases: bedniaks (бедняки): los más pobres; seredniaks (середняки): la clase media; y kulaks (кулаки): los granjeros ricos. Además, estaban los batraks (батраки), que eran los agricultores sin tierra. Los llamados kulaks solían disponer de las mejores tierras y de mejores instrumentos de labranza.
Tras la guerra civil rusa, los bolcheviques expropiaron la tierra a la nobleza y a los grandes terratenientes, estatalizándola (véase el Código de la Tierra de 1922) y realizando posteriormente un reparto de tierras entre los agricultores o manteniendo estas en manos del Estado. Con el tiempo algunos campesinos consiguieron prosperar. Estos pequeños propietarios de tierras, llamados kulaks, vivían medianamente acomodados, siendo del 5 % al 7 % de la población soviética.
Los nuevos campesinos propietarios de tierras que prosperaban mediante medios capitalistas, fueron considerados por los bolcheviques como una burguesía agraria, iniciándose la colectivización total en 1929. La clase agricultora en general se mostró contraria a la colectivización provocando movimientos antisoviéticos que, unidos al creciente sentimiento nacionalista de Ucrania, se convirtieron en un peligro para el Estado soviético. Antes, durante la NEP, se permitía la venta de productos agrarios en el mercado, la contratación de trabajo asalariado y el arrendamiento de tierras, que fueron tolerados e incluso defendidos por el Estado.
Con la aplicación posterior de la política de colectivización agraria forzosa se inició un enfrentamiento entre las fuerzas del Estado y los campesinos insurgentes que fueron denominados kuláks de forma genérica. Especialmente esto se dirigió contra el próspero campesinado de Ucrania. Siendo acusados por las autoridades soviéticas de retención ilegal y especulación con los alimentos, el campesinado fue objeto, durante el mandato de Iósif Stalin, de severas medidas de terrorismo estatal y requisas que desembocaron en revueltas que fueron diezmadas militarmente y cuyos involucrados terminarían deportados a campos de concentración instalados dentro de las propias fronteras de Ucrania. [cita requerida]. La fuga masiva a las ciudades en busca de alimentos agravó la situación, puesto que las ciudades se encontraban desabastecidas, lo que llevó a una situación generalizada de alimentación con animales y hasta canibalismo. En los momentos más crudos de la hambruna, morían unas 25 000 personas cada día en Ucrania. El recuento final se sitúa entre los cinco y los ocho millones de personas. La "deskulakización" y la colectivización agraria, más los efectos de la guerra civil, dejaron el campo ucraniano, anteriormente granero de Rusia, en gravísimas condiciones.